# ترانسکریپسیون
آوانویسی و بازنویسی یا ترانسکریپسیون (فرانسوی: Transcription‎) از اصطلاحات موسیقی است و به معنای مکتوب کردنِ یک قطعهٔ شنیداریِ موسیقی است. به عبارتی دیگر، بازنویسی به معنای نت‌نویسیِ یک قطعهٔ شنیداری است که قبلاً نت‌نویسی نشده‌است. برای مثال، نت‌نویسیِ یک بداهه‌نوازیِ جَز یا موسیقی یک بازی کامپیوتری. هنگامی که یک موسیقی‌دان، نُتِ موسیقیِ ضبط شده‌ای را بر روی کاغذ می‌نویسد، گفته می‌شود که او ترانسکریپسیونِ موسیقاییِ آن قطعه را انجام داده‌است. بازنویسی همچنین ممکن است به معنای نوشتن یک قطعه موسیقی به صورت تک‌نوازی یا برای سازهای یک گروه موسیقی یا سازهای دیگری غیر از آنچه در ابتدا در نظر گرفته شده بود، باشد. مثال خوب در این مورد سمفونی‌های بتهوون اثر فرانتس لیست است که برای پیانو تنظیم شده‌است. بازنویسی به این معنا گاهی اوقات «تنظیم» نامیده می‌شود. اگرچه کسانی که از بازنویسی‌های دقیق صحبت می‌کنند، به اقتباس از اصلِ اثر وفادار هستند، در حالی که در «تنظیم‌ها» جنبه‌های قابل توجهی از قطعهٔ اصلی ممکن است تغییر کند.
نمونه‌های دیگری از بازنویسی، در حیطهٔ موسیقی‌شناسی قومی و از سنت‌های شفاهی موسیقی محلی است. به عنوان مثال بلا بارتوک و رالف وان ویلیامز به ترتیب موسیقی‌های محلی مجارستان و انگلستان را بازنویسی کرده‌اند، یا آهنگساز فرانسوی الیویه مسیان، آوای پرندگان در طبیعت را رونویسی و آن را در بسیاری از آثار خود گُنجاند. بازنویسی صدای طبیعت نیاز به شناخت دقیق از درجات گام، ارتفاع صوتی و تحلیل هارمونیک از صدای طبیعت دارد.
در موسیقی پاپ و راک دو نوع بازنویسی وجود دارد. در شکل اول، تک‌نوازان گیتار نت‌های موسیقی یا ملودی بخش‌های دیگر را بازنویسی می‌کنند. شکل دوم توسط ناشران صورت می‌گیرد که نت‌های گیتار و خطوط باس یا موسیقی‌های متن فیلم‌ها را بازنویسی و در قالب کتاب منتشر می‌کنند. ناشران همچنین موسیقی‌های محلی و عامیانه را برای پیانو، گیتار و آواز (با مخفف PVG) بازنویسی کرده که شامل: خط ملودی، همراهی پیانو، برچسب نمادهای آکورد برای گیتار و متن آواز در زیر خط ملودی است.

## آوانویسی

آوانویسی گوشهٔ رامکلی آواز ابوعطاآواز: محمود کریمی، آوانویسی: محمدتقی مسعودیه. از کتاب مبانی اتنوموزیکولوژی

آوانویسی، ثبتِ موسیقی با علامت‌های ثبت شده‌است. محمدتقی مسعودیه در کتاب مبانی اتنوموزیکولوژی «آوانویسی» را معادل «ترانسکریپسیون» به‌کار برده‌است. او در این باره نوشته‌است:
«ثبت موسیقی با استفاده از علائم الفبایی قدمت زیادی دارد. قدیمی‌ترین نمونه‌های ثبت موسیقی تا حدود تحقیقات کنونی در فرهنگ بابل، یهودیت کهن، فرهنگ ودایی، مصر و یونان باستان و سایر فرهنگ‌ها وجود داشته‌است. موسیقی این فرهنگ‌ها ظاهراً با استفاده از علائم الفبایی رایج ثبت می‌شده‌است. فرهنگ اسلام نیز از حروف الفبا به منظور ثبت موسیقی بهره‌برداری نموده‌است. مسلماً فرهنگ‌هایی که فاقد هرگونه علائم الفبایی به منظور خواندن و نوشتن هستند هیچ‌گونه خط موسیقی هم ندارند. پشتوانهٔ سنت موسیقی این فرهنگ‌ها حافظه است. در واقع هدف اصلی ثبت موسیقی‌های غیر غربی، یادآوری دوبارهٔ ملودی‌هاست زیرا این موسیقی‌ها صرفاً قابل استماعند و نه ثبت.»

## بازنویسی
ترانسکریپسیون هم‌چنین به معنای آرانژمان یا بازنویسیِ یک اثر موسیقی برای یک ساز، یک گروه سازی یا یک گروه آوازی است و می‌بایست به غیر از آنچه که در اصل نوشته شده، باشد. برای مثال می‌توان گفت بیشترِ آثارِ ارکسترال که برای سازهای ارکسترسمفونیک نوشته شده‌اند، برای پیانو نیز تنظیم شده‌اند. به بیانی دیگر، ترانسکریپسیون بازنویسی یک اثر است، به‌طوری که یک قطعهٔ نوشته شده برای اجرا، با سازهای دیگر تنظیم شود. این لغت در زبان ایتالیایی (ترانسکریپسیونِن) به معنای نسخه‌نویسی یا برگردانِ متنی از صورتی به صورتِ دیگر است به طوری که خصوصیات اصلی اثر از جمله: ریتم، هارمونی و ملودی حفظ شود.

## در موسیقی کلاسیک
در بازنویسی آثارِ موسیقی کلاسیک، برخی از آهنگسازان با ایجاد نسخه‌های یکسان از قطعات آهنگساز قبلی، ضمن اضافه کردن خلاقیت خود، با استفاده از صداهای کاملاً جدید ناشی از تفاوت سازها، ادای احترام به آهنگسازانِ آن قطعات کرده‌اند. از نمونه‌های شناخته شده در این زمینه، می‌توان به تنظیم قطعهٔ تابلوهای نمایشگاه اثر مودست موسورگسکی توسط موریس راول، برای ارکستر اشاره نمود که در اصل برای پیانو نوشته شده بود. همچنین آنتون وبرن شش قسمت از قطعهٔ ریچرکار ساختهٔ یوهان سباستیان باخ را برای ارایهٔ یک ساختار تحلیلی از اثر و با استفاده از موتیف‌ها، ملودی‌ها و سازهای مختلف، تنظیم کرده‌است.
در این گونه از بازنویسی، قطعهٔ جدید می‌تواند همزمان از صداهای اصلی تقلید کند و در عین حال با استفاده از تمام مهارت‌های فنیِ یک آهنگساز مسلط، به گونه‌ای برای سازهای جدید بازنویسی شود که به نظر برسد آن قطعه از ابتدا برای آن صداها نوشته شده‌است. اما برخی از بازنویسی‌ها و تنظیم‌ها صرفاً به دلایل شرایط عملی یا محیطی موجود، انجام می‌شود. به عنوان مثال در دوران موتسارت، اورتورها و ترانه‌ها از اپراهای محبوب وی برای ارکستر بادی بازنویسی شد؛ زیرا این گروه‌ها شیوه‌های متداول برای سرگرمی‌های مردمی در اماکن عمومی بودند، موتسارت خود این کار را در اپرای دون ژوان انجام داد و برای گروه‌های کوچک بادی نیز چندین اپرای دیگر، از جمله اپرای عروسی فیگارو را بازنویسی کرد. نمونهٔ دیگر ایگور استراوینسکی است، وی بالهٔ پرستش بهار را برای پیانو با چهار دست تنظیم کرد که در تمرین‌های باله از آن استفاده می‌شود. امروزه نوازندگانی که در کافه‌ها یا رستوران‌ها فعالیت می‌کنند، گاهی بازنویسی‌ها یا تنظیم‌هایی که برای گروه‌های بزرگتری از سازها نوشته شده بوده را اجرا می‌کنند.
نمونه‌های دیگر این نوع بازنویسی عبارتند از: تنظیم باخ از «کنسرتو برای چهار ویولن» اثر آنتونیو ویوالدی برای چهار ساز شستی‌دار و ارکستر. تنظیم موتسارت از بعضی فوگ‌های باخ (کلاویه خوش‌آهنگ) برای تریو. تنظیم بتهوون از فوگ بزرگ برای دوئت پیانو که در اصل کوارتت زهی بوده‌است و تنظیم کنسرتو ویولن برای کنسرتو پیانو. تنظیم فرانتس لیست از بسیاری آثار ارکسترال آهنگسازان دیگر مانند: سمفونی‌های بتهوون برای پیانو. تنظیم چایکوفسکی از چهار قطعهٔ پیانویی موتسارت در یک مجموعهٔ سوئیت ارکسترال به نام «موتسارتینا». تنظیم ارکستراسیون مجددِ گوستاو مالر از سمفونی‌های روبرت شومان و تنظیم آرنولد شونبرگ از «کوئینتت پیانو» اثر برامس، و «پرلود و فوگ برای ارگ» اثر باخ برای ارکستر.
از زمانی که پیانو به یک ساز محبوب تبدیل شد، آثار بزرگی از بازنویسی‌ها و تنظیمات پیانویی، از قطعاتِ ارکسترال و مجلسی پدید آمده‌است. این موارد گاهی اوقات «ساده شده برای پیانو» خوانده می‌شوند، زیرا تعددِ سازها در یک قطعهٔ ارکسترال (که می‌تواند تا ۲۴ بخشِ سازیِ جداگانه به‌طور همزمان اجرا شوند)، باید به آنچه که یک پیانیست (یا گاهی دو پیانیست بر روی ۱ یا ۲ پیانو)، می‌تواند اجرا کند، کاهش یابد. مانند تنظیم‌های مختلف جرج گرشوین برای راپسودی آبی.
اغلب آثارِ «ساده شده برای پیانو»، به منظورِ همراهی گروه کر و برای تمرین یا اجرا با یک کیبورد استفاده می‌شود. همچنین بسیاری از آثار ارکسترال برای ارکستر بادی بازنویسی شده‌اند.

## ابزارهای بازنویسی

### نرم‌افزار نت‌نویسی
از زمان ظهور انتشار دسکتاپ، موسیقی‌دانان توانستند نرم‌افزار نت‌نویسی موسیقی را بدست آورند که می‌تواند تجزیه و تحلیل ذهنی کاربر از نت را دریافت کند و سپس آن نت‌ها را به صورت استاندارد قالب‌بندی و برای چاپ شخصی یا انتشار حرفه‌ای پارتیتور، ذخیره کند. برخی از نرم‌افزارهای موسیقی می‌توانند به جای وارد کردن دستی نت‌ها، یک پروندهٔ میدی (Midi) یا استاندارد میدی فایل (SMF) را به عنوان ورودی بپذیرند. این نرم‌افزارهای کاربردی می‌توانند پارتیتورهای نگاشته شده را به فرمت‌های «EPS»، «PNG» و «SVG» تبدیل و به عنوان خروجی ارائه دهند. در اکثر این نرم‌افزارها یک بانک صوتی وجود دارد که به کاربر اجازه می‌دهد برای اطمینان و تأیید پارتیتور، آن را پخش کرده و بشنود.

### نرم‌افزار کندکننده
پیش از اختراع ابزار نت‌نویسی دیجیتال، موسیقی‌دانان معمولاً قطعه موسیقی یا نوار ضبط‌شده را کُند می‌کردند تا بتوانند خطوط ملودی و آکورد را با سرعت کندتر و قابل هضم‌تر بشنوند. مشکلی که در این رویکرد وجود داشت این بود که کم کردن سرعت، کوک قطعه را نیز تغییر می‌داد، بنابراین پس از نت‌نویسیِ یک قطعه، مجبور بودند آن را دوباره به گام اصلی و صحیح انتقال دهند. نرم‌افزاری که برای کم‌کردن تمپوی موسیقی بدون تغییر زیروبمی موسیقی طراحی شده‌است می‌تواند در هنگام بازنویسی، برای تشخیص کوک، ملودی‌ها، آکورد، ریتم و متن ترانه بسیار مفید باشد. با این حال، بر خلاف تأثیر آهسته کنندگی در یک نوار کاست یا صفحهٔ گرامافون، در این نرم‌افزارها کوک و اُکتاو اصلی نت‌ها به همان صورت باقی می‌مانند و زیروبمی صدا به پایین یا بم تغییر نمی‌کنند. این فناوری به اندازه‌ای ساده است که در بسیاری از برنامه‌های نرم‌افزاری رایگان، موجود است.
این نرم‌افزارها به‌طور کلی برای دستیابی به این هدف، از یک فرایند دو مرحله‌ای عبور می‌کند. ابتدا فایل صوتی با سرعتی پایین‌تر از فایل اصلی پخش می‌شود. این همان تأثیر پخش نوار یا ضبط به صورت سنتی با سرعت آهسته‌تر را دارد، کوک پایین می‌آید به این معنا که موسیقی می‌تواند مثل یک گام متفاوت به نظر برسد. مرحله دوم استفاده از پردازش سیگنال دیجیتال است تا کوک را به سطحِ کوک یا گام اولیه برگرداند.

### نرم‌افزار ردیابی چندصدا
برخی از نرم‌افزارهای تجاری تقریباً می‌توانند ملودی‌های اصلی را در ضبط‌های موسیقیِ چندصدایی ردیابی کنند. در این نرم‌افزارها، ردیابیِ نت‌ها دقیق نیست و کاربر باید قبل از تعیین فرمت و ذخیره در پروندهٔ مربوطه، یا تبدیل آن به استاندارد میدی، نت‌ها را به صورت دستی ویرایش کند. همچنین برخی از نرم‌افزارهای ردیابی، این امکان را می‌دهد که فهرست نت‌های ردیابی شده در هنگام پخش، به صورت تصویری نشان داده شوند.

## بازنویسی خودکار موسیقی
اصطلاح «بازنویسی خودکار موسیقی» اولین بار در سال ۱۹۷۷ توسط محققان صوتی «جیمز ا. مورِر»، «مارتین پیسچالسکی» و «برنارد گالر» استفاده شد. این دانشمندان با آگاهی از مهندسی صوتی دیجیتال، معتقد بودند که کامپیوتر می‌تواند برای تجزیه و تحلیل یک موسیقی دیجیتال ضبط شده، برنامه‌نویسیشود. به گونه‌ای که می‌شود از این طریق خط‌های ملودیک، الگوی آکوردها و فیگورهای ریتمیک سازهای کوبه‌ای را تشخیص داد. عمل بازنویسی خودکار موسیقی مربوط به دو فعالیت جداگانه است: انجام تجزیه و تحلیل یک قطعه موسیقی و چاپ پارتیتور، بر اساس آن تجزیه و تحلیل.
این یک هدف ساده نبود، اما هدفی بود که حداقل برای سه دههٔ دیگر، تحقیقات دانشگاهی را برای این امر ترغیب می‌کرد. به دلیل ارتباط نزدیکِ علمیِ گفتار با موسیقی، بسیاری از تحقیقات دانشگاهی و تجاری که به سمتِ ساخت فن‌آوری بازشناسی گفتار با تأمین مالی بیشتر هدایت شدند، می‌توانند در تحقیقات مربوط به فن‌آوریِ تشخیص موسیقی باز استفاده شوند. در حالی که بسیاری از موسیقی‌دانان و مربیان اصرار دارند که انجام دستی بازنویسی، یک تمرین ارزشمند برای پیشرفت موسیقی‌دانان است، اما انگیزه برای «بازنویسی خودکار موسیقی» نیز به اندازهٔ انگیزه برای بازنویسی نتِ موسیقی به صورتِ دستی، وجود دارد: موسیقی‌دانانی که مهارت بازنویسی ندارند، می‌توانند نت موسیقی یا نمودار آکورد را جستجو کرده و به سرعت بیاموزند که چگونه یک آهنگ را اجرا کنند. مجموعه‌ای از ابزارهای ایجاد شده توسط این تحقیقِ در حال انجام، می‌تواند کمک بزرگی به موسیقی‌دانان کند. از آنجا که موسیقی‌های ضبط شده زیادی وجود دارد که نتِ نوشته شده ندارند، یک برنامهٔ «بازنویسی خودکار موسیقی» می‌تواند نسخه‌هایی را ارائه دهد که در غیر این‌صورت، نت نوشته شدهٔ آنها در دسترس نبودند. تا به امروز هنوز هیچ برنامهٔ نرم‌افزاری نتوانسته به‌طور کامل تعریف «جیمز مورر» از بازنویسی موسیقی را تکمیل کند. با این حال دنبال کردن بازنویسی خودکار موسیقی، باعث ایجاد بسیاری از برنامه‌های نرم‌افزاری شده‌است که می‌توانند به بازنویسی دستی کمک کنند. بعضی از آنها می‌توانند ضمن حفظ زیروبمی و اکتاو، موسیقی را کند کنند، بعضی دیگر می‌توانند لایه‌های ملودی‌ها را مشخص کنند، برخی می‌توانند تغییرات آکورد را شناسایی کنند و برخی دیگر نیز می‌توانند ضرب موسیقی را ردیابی کنند.
«بازنویسی خودکار موسیقی» به‌طور اساسی شامل شناسایی و تعیینِ زیروبمی صدا و کشش نت‌های اجرا شده‌است و این موضوع مستلزمِ ردیابی زیرو بمی و نقطهٔ شروعِ نت‌ها است. پس از این مرحله، اطلاعات در قالب نت‌نویسیِ سنتی رایج، نوشته می‌شود.
پردازش سیگنال دیجیتال شاخه‌ای از مهندسی است که ابزارها و الگوریتم‌های مورد نیاز برای تجزیه و تحلیل ضبط دیجیتالی را از نظر زیروبمی (تعیین نت در سازهای ملودیک) و مقدار انرژیِ صداهای فاقدِ زیرو بمی (در سازهای کوبه‌ای) را به مهندسان نرم‌افزار ارائه می‌دهد. در این عمل، موسیقی‌هایی که با سرعتِ مشخص، ضبط شده‌اند، بصورت نمونه (سمپل) درآمده و داده‌های فرکانسی آن، درهر فرمتی از موج دیجیتال، در رایانه ذخیره می‌شوند. این قالب نشان دهندهٔ صدا با نمونه‌برداری دیجیتال است.

### تشخیص ارتفاع
تشخیص ارتفاع به منظور یافتن نت‌های انفرادی است که ممکن است ملودی یک موسیقی را ایجاد کرده، یا نت‌های یک آکورد را شناسایی کند. هنگامی که روی یکی از شستی‌های پیانو فشار می‌آید، صدایی که شنیده می‌شود، فقط ارتعاش یک فرکانس نیست. بلکه ترکیبی از ارتعاشات صوتی مختلف است که با ریاضیات این فرکانس‌ها مرتبط است. عناصر این ترکیب از ارتعاشات را هارمونیک می‌نامند.
به عنوان مثال اگر کلید میانی نت دو (C4) در پیانو را فشار دهیم، عنصر هارمونیک این نت انفرادی با ۲۶۱٫۶ هرتز شروع می‌شود و دومین هارمونیک بر اساس فرکانس پایه، ۵۲۳ هرتز است. به همین ترتیب سومین هارمونیک ۷۸۵، چهارمین ۱۰۴۶، و غیره خواهد بود. هارمونیک‌های بعدی مَضرَب‌های عدد صحیح از فرکانس پایهٔ ۲۶۱٫۶ است. مانند: از چپ به راست(۲x۲۶۱٫۶=۵۲۳, ۳x۲۶۱٫۶=۷۸۵, ۴x۲۶۱٫۶=۱۰۴۶). در حالی که فقط در حدود هشت صدای هارمونیک برای ایجادِ مجددِ نت مورد نیاز است، اما تعداد کل هارمونیک‌های این مجموعهٔ ریاضی می‌تواند بزرگ‌تر باشد، اگرچه هر چقدر عدد هارمونیک بالاتر باشد، اندازه و سهم هارمونیک آن ضعیف‌تر است. برخلاف مشاهدات، ضبط موسیقی در پایین‌ترین سطح فیزیکیِ خود، مجموعه‌ای از نت‌های انفرادی نیست، بلکه در واقع مجموعه‌ای از هارمونیک‌های انفرادی است. به همین دلیل تا زمانی که کلِ هارمونیک‌های ضبط تا حدی که بازآفرینی شده‌است، می‌توان با مجموعه‌های مختلف سازها و نت‌های اختصاص داده شده آنها، ضبط‌هایی با صدای بسیار مشابه ایجاد کرد و مهم نیست که از کدام ساز یا از چه نُتی استفاده شده‌است.
اولین قدم برای شناسایی نت‌ها تبدیل داده‌های دیجیتالی پروندهٔ صوتی از حوزه زمان به دامنهٔ حوزه فرکانس است که اندازه‌گیری فرکانس‌های مختلف را در طول زمان امکان‌پذیر می‌کند. تصویر گرافیکی ضبط صدا در حوزهٔ فرکانس، «طیف‌سنج» یا «سونوگرام» نامیده می‌شود. یک نت موسیقی، به عنوان ترکیبی از هارمونیک‌های مختلف، در طیف‌سنجی مانند یک شانهٔ عمودی قرار می‌گیرد که با دندانه‌های انفرادی از شانهٔ هارمونیک‌های مختلف همراه است، همچنین مقادیری از فرکانس متفاوت آنها را نیز نشان می‌دهد. تبدیل فوریه روشی ریاضی است که برای ایجاد «طیف‌سنج» از داده‌های دیجیتال پروندهٔ صوتی استفاده می‌شود.
وظیفه بسیاری از الگوریتم‌ها تشخیص نت و جستجوی طیف‌سنج برای وقوع چنین الگوهای شانه‌ای (ترکیبی از هارمونیک‌ها) ناشی از نت‌های انفرادی است. هنگامی که الگو و شکل خاصِ یک نت هارمونیک مشخص شد، می‌توان سطح زیروبمی را با موقعیت عمودی الگوی شانه‌ای، بر روی طیف‌سنج اندازه‌گیری کرد.
در اصل دو نوع موسیقی متفاوت وجود دارد که تقاضاهای بسیار متفاوتی برای الگوریتم و تشخیص ارتفاع صوتی ایجاد می‌کنند: ابتدا موسیقی مونوفونیک و سپس موسیقی پولی‌فونیک. موسیقی مونوفونیک یک قطعهٔ ساده است که فقط یک ساز، تنها یک نت را پخش می‌کند، در حالی که موسیقی پولی‌فونیک می‌تواند چندین ساز و آواز را به‌طور همزمان پخش کند. تشخیص ارتفاع صوتی در ضبط مونوفونیک یک کار نسبتاً ساده بود و فناوری آن، اختراع تیونرهای گیتار را در دهه ۱۹۷۰ امکان‌پذیر کرد. با این حال تشخیص ارتفاع صوتی بر روی موسیقی پولی‌فونیک کار بسیار دشواری است زیرا تصویر طیف‌سنجی آن به دلیل تعدد الگوهای شانه‌ای با هم، تداخل ایجاد می‌شود و مانند یک تودهٔ مبهم به نظر می‌رسد که ناشی از هارمونیک‌های مختلف هر نت است.
روش دیگر کشف ارتفاع که هدفش موسیقی مونوفونیک است، توسط «مارتین پیسچالسکی» در رابطه با ایدهٔ «برنارد گالر» (تجزیه و تحلیل دیجیتال) در دهه ۱۹۷۰ اختراع شد و از آن زمان به بعد بسیار مورد توجه قرار گرفته‌است. نکتهٔ اصلی در این روش تشخیص ارتفاع توسط گوش انسان است. این فرایند تلاش می‌کند با پیدا کردن تنها چند مورد از بلندترین هارمونیک‌ها در یک لحظه معین و به صورت تقریبی، زیست‌شناسی داخلی گوش انسان را تقلید کند. در این روش، شناخت یک مجموعهٔ کوچک از هارمونیک‌ها، شناسایی مجموعهٔ بزرگی از همهٔ هارمونیک‌ها را ممکن می‌سازد و با کشف محتمل‌ترین سطح زیروبمی، بخش زیادی از دیگر هارمونیک‌ها را ارایه می‌دهد.
تا به امروز شناسایی نت‌های ضبط شدهٔ پولی‌فونیک به‌طور کامل برای مهندسان صوت به عنوان یک رمز و راز باقی مانده‌است، اگرچه آنها با اختراع الگوریتم‌ها موفق شدند بخشی از نت‌های ضبطِ پولی‌فونیک مانند «ملودی» یا «خط باس» را کشف کنند، اما همچنان برای پیشرفت در شناسایی کامل آن، تلاش می‌کنند.

### تشخیص ضرب
ردیابی بخش ضرب، درک و دریافت فاصلهٔ زمانی ضرب‌ها در موسیقی است. همچنین برای شناخت ضرب‌ها می‌توان به وسیلهٔ «ضرب زدن با پا» یا «کف زدن با دست» زمانِ موسیقی را به‌دست‌آورد. ضرب‌ها اغلب یک واحد اساسی قابل پیش‌بینی در زمان، برای یک قطعه موسیقی است و تنها ممکن است در حین اجرا کمی متفاوت باشد. آهنگ‌ها برای تعیین سرعت موسیقی، چه سریع و چه کند، اغلب برای ضرب‌هایش از «تعداد ضرب‌ها در دقیقه» (با مخفف BPM) اندازه‌گیری می‌شوند.
از آنجا که نت‌ها اغلب با ضرب یا با یک زیربخش ساده از فاصله زمانی ضربی شروع می‌شوند، نرم‌افزار ردیابی ضرب، این امکان را دارد که بهتر بتواند روی نت‌هایی که ممکن است به روش خام تشخیص داده شده‌اند، تفکیک و شناسایی کند. در بیشتر مواقع ردیابی ضرب، اولین قدم در تشخیص سازهای کوبه‌ای است.
با وجود ماهیت بَصَری «ضربه زدن با پا» که بیشتر انسانها قادر به آن هستند، ایجاد یک الگوریتم برای تشخیص ضربات دشوار است. بیشتر الگوریتم‌های نرم‌افزاری فعلی برای شناسایی ضرب، از فرضیهٔ «تعداد ضرب‌ها در دقیقه» استفاده می‌کنند؛ زیرا این الگوریتم‌ها به تدریج اوج‌های موضعی صدا در حجم را کشف و در آن حل می‌کنند که تقریباً مطابق با «تعداد ضرب‌ها در دقیقه» است.

### بازنویسی خودکار موسیقی چگونه کار می‌کند
برای بازنویسی موسیقی به‌صورت خودکار، چندین مشکل باید حل شود:
1. نت‌ها باید به رسمیت شناخته شوند که به‌طور معمول با تغییر از دامنه زمان به دامنه فرکانس انجام می‌شود. این امر می‌تواند از طریق تبدیل فوریه انجام شود. الگوریتم‌های رایانه‌ای برای انجام این کار رایج است. الگوریتم تبدیل سریع فوریه، محتوای فرکانس یک سیگنال را محاسبه می‌کند و در پردازش برای جدا کردن بخش‌های موسیقی مفید است.
2. نیاز به شناسایی تمپو و ضرب موسیقی است که یک مشکل برجسته و بسیار دشوار است.

روشی که در شیوهٔ کار «جیووانی کاستانتینی» و همکارانش ارایه شده‌است، به رویدادهای نت و خصوصیات اصلی آنها تمرکز دارد که عبارت است از: شناسایی شروع نت، ارتفاع آن و لحظهٔ نهایی. تشخیص شروع نت از نمایش دوتایی فرکانسِ سیگنال صوتی بهره‌برداری می‌کند. توجه به طبقه‌بندی و تشخیص افست بر اساس «تبدیل ثابت سری داده‌ها» ((CQT) و ماشین‌های بردار پشتیبانی (SVMs) انجام می‌گیرد.
این کار به نوبهٔ خود منجر به ایجاد یک «محوطه ارتفاع»، یعنی در جریانِ یک خطِ مداوم با زمان می‌شود که مطابق با آنچه انسان از آن به عنوان ملودی یاد می‌کند، مطابقت دارد. قدم بعدی، تقسیم‌بندی این جریان ملودیک برای مشخص‌کردنِ آغاز و پایان هر نت است. پس از آن هر «واحد نت» به صورت فیزیکی بیان می‌شود (مثلاً ۴۴۲ هرتز، ۵۲ صدم ثانیه). مرحلهٔ آخر نقشه‌برداریِ این اطلاعات فیزیکی با اصطلاحات نت‌نویسی موسیقی برای هر نت است (به عنوان مثال نت میانیِ لا، با نماد A4).

### شرح کامل و جزییات مراحل بازنویسی خودکار موسیقی در رایانه
برای پردازش در کامپیوتر مراحل اصلی و لازم بدین شرح است:
1. تبدیل دیجیتالی موسیقی آنالوگ
2. برای به‌دست آوردن طیف‌های کوتاه مدتِ زمانی، از تبدیل سریع فوریه استفاده شود.
3. اوج‌ها در هر طیف مشخص شود.
4. اوج‌های طیفی برای کشفِ ارتفاعِ مورد نطر، تجزیه و تحلیل شود.
5. قوی‌ترین ارتفاع‌های مورد نظر به هم متصل شوند تا تغییر زمانیِ آن در «محوطه ارتفاع» مشخص شود.
6. این داده‌های فیزیکی به نزدیکترین شرایطِ علامت‌گذاریِ موسیقی، نقشه‌برداری شوند.

بحث‌برانگیزترین و دشوارترین مرحله در این فرایند، شناسایی سطح زیروبمی است. موفق‌ترین روش‌های کار برای کشفِ ارتفاع، «دامنهٔ فرکانس» است، نه «دامنهٔ زمان». در حالی که روش‌هایی برای «دامنهٔ زمانی» ارائه شده‌است، برای سازهای موسیقی در دنیای واقعی، این «دامنه‌های زمانی» در اتاقهایی که معمولاً دارای انعکاس و تداوم صدا هستند، تجزیه می‌شوند.

## یادداشت
1. ↑  Piano, Voice, Guitar
2. ↑  Trascrizione
3. ↑  Mozartiana
4. ↑  automatic music transcription
5. ↑  James A. Moorer
6. ↑  Martin Piszczalski
7. ↑  Bernard Galler
8. ↑  Spectrogram
9. ↑  Sonogram
10. ↑  beats-per-minute
11. ↑  Giovanni Costantini
12. ↑  Constant-Q transform